# Aschau am Inn
Pour les articles homonymes, voir Aschau.
Aschau am Inn est une commune de Haute-Bavière sur la rivière Inn, très proche de la ville de Waldkraiburg, dans l'arrondissement de Mühldorf am Inn (Landkreis Mühldorf am Inn).
Le pape Benoît XVI y vécut durant sa petite enfance de 1932 à 1936.
Avec l’usine WNC-Nitrochemie GmbH (filiale du groupe Rheinmetall), c'est l'un des centres actifs du « triangle de la chimie bavarois ».